# Maurice Aerts
Maurice Aerts (Saint-Quentin, 20 februari 1929 - Mechelen, 20 maart 2012) was een Belgisch contrabassist. Hij maakte deel uit van het Nationaal Orkest van België, het orkest van de BRT en werd door Gerard Mortier naar het Orkest van de Muntschouwburg gehaald om daar aanvoerder te worden van de bassen.
Hij was docent aan het conservatorium van Brussel en heeft daar aan vele bekende bassisten lesgegeven, waaronder Etienne Siebens, Lode Leire, Korneel le Compte, Frank Coppieters, Koenraad Hofman en Wies de Boeve. Hij stelde ook regelmatig contrabaskwartetten samen, waaronder het Contrabaskwartet van de Munt en het Maurice Aertskwartet.
Fred Brouwers noemde hem ooit de "vader der contrabassisten". 